# Gaydon
Gaydon je farní obec v anglickém hrabství Warwickshire. V jeho blízkosti je oblíbené bývalé lázeňské město Royal Leamington Spa. V roce 2001 při sčítání lidu měla obec 376 obyvatel, přičemž do roku 2011 vzrostl počet na 446 obyvatel.
Obec je v křižovatkou silnic B4100 (bývalá A41) a B4451, přibližně 1,5 km od sjezdu z dálnice M40 a více než 3 km severovýchodně od další obecní fary jménem Kineton.

## Gaydon a okolí
Gaydon protínají dva významné silniční tahy – z Kinetonu na Southam, který farnost protíná v severovýchodním směru a silniční tah na Warwick a Banbury, která ji protíná kolmo k ní. V Gaydonu je pouze jediná hospoda, Malt Shovel. Opuštěná druhá hospůdka Gaydon Inn stojí v blízkosti průsečíku dvou cest. Gaydon Inn byla známá především v 18. století v souvislosti s loupeživými skupinami. Hlavní část obce Gaydon je umístěna podél krátké smyčky jižně od hlavní křižovatky. Další pamětihodností obce je dům Manor House na Kineton Road, jehož původ sahá až do 17. století.
Ačkoli je Gaydon nyní v úpadku, jelikož se stal pouze průjezdním místem díky dálnici M40, která byla dokončena v lednu 1991, prochází nyní renesancí, která je směrována zpět ke kořenům obce a fary což je zemědělství a hlavně duchovní sounáležitost. Za tímto účelem vznikly za podpory místní Farní rady plány jak oživit zemědělské parcely v okolí Gaydonu. Mimo to byla 24. května 2010 otevřena obecní prodejna v centru prodávající lokální produkty zdejším obyvatelům.
Úsek dálnice M40, který prochází Gaydonem byl jednu dobu zvažován coby místo možné stavby čerpací stanice. K tomuto účelu byly v roce 1986 vypracovány plány, ale projekt byl nakonec zrušen v roce 1990 několik měsíců před dokončením úseku.

## Automobilový průmysl
V blízkosti obce, na místě bývalého areálu základny RAF se nyní nachází Jaguar Land Rover Gaydon Centre, jedno z technických center automobilky Jaguar Land Rover (další je v závodě Whitley v Coventry). V tomto závodě se v letech 1981 – 2000 vyráběly i části automobilů Rover a Austin. O kousek dále stojí automobilové muzeum Heritage Motor Centre, které vlastní údajně největší sbírku historických britských automobilů na světě a mapuje tak historii britského automobilového průmyslu z přelomu 20. století až po současnost. K areálu přiléhá také ředitelství automobilky Aston Martin.

## Filmový archiv
Nepoužívaná vojenská základna nedaleko Gaydonu je také skladištěm speciálních trezorů, kde se nacházejí vysoce hořlavé nitrocelulózové filmové pásky uložené Národním archivem Britského filmového institutu. Jedná se o největší světový archiv filmu a televize.